# Bracon thalpocharis
Bracon thalpocharis är en stekelart som först beskrevs av William Harris Ashmead 1900.  Bracon thalpocharis ingår i släktet Bracon och familjen bracksteklar. Inga underarter finns listade.